# Блохино (Мордовия)
 Блохино́ — деревня в Лямбирском районе Мордовии в составе  Берсеневского сельского поселения.

## География
Находится на расстоянии примерно 4 км на запад от северо-западной границы города Саранск.

## История
Основана в середине XVII века. В 1869 году учитывалось как владельческое село  Саранского уезда из 81 двора. Первая церковь появилась еще в XVIII веке, с 1857 каменная Рождество-Предтеченская церковь.

## Население
Постоянное население составляло 152 человека (русские 88%) в 2002 году, 151 в 2010 году .